# Энгус мак Колмайн

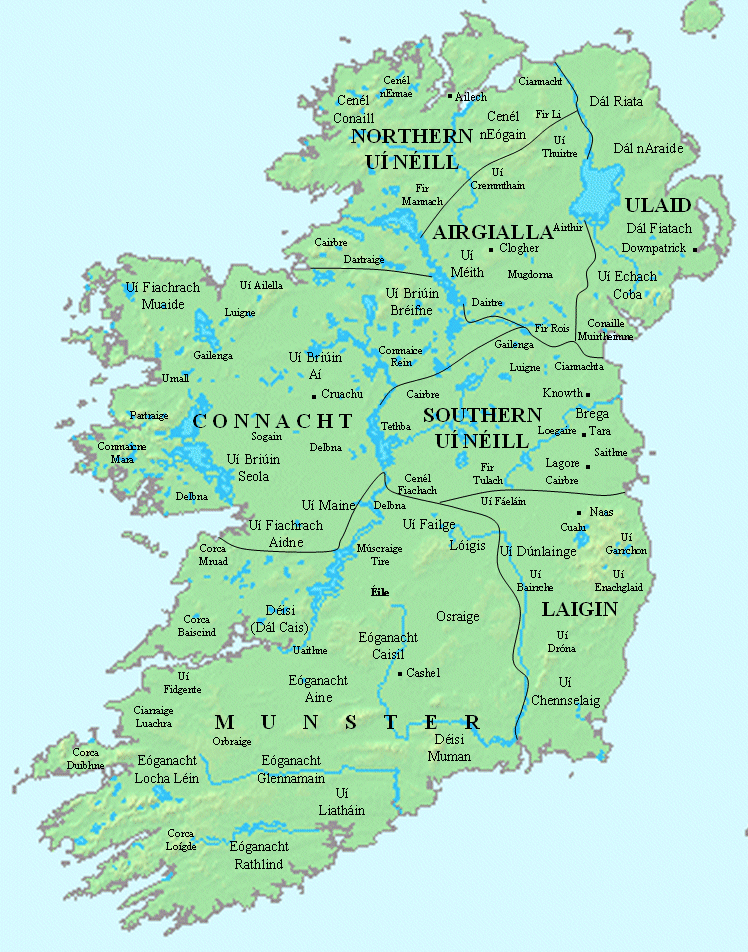
Ирландия в Раннее Средневековье

Энгус мак Колмайн (др.‑ирл. Óengus mac Colmáin; убит в 621) — король Миде (618—621) из рода Кланн Холмайн Бикк.

## Биография

### Ранние годы
Согласно средневековым ирландским генеалогиям, Энгус был одним из сыновей правителя королевства Миде Колмана Младшего, погибшего в 587 году. В «Анналах Ульстера» Энгус ошибочно назван сыном Колмана Старшего, убитого в 555 или 558 году. Септ, к которому он принадлежал, назывался в честь его отца Кланн Холмайн Бикк.
Первое упоминание о Энгусе мак Колмайне в ирландских анналах датировано 612 годом, когда он в сражении при Одбе (около Навана) нанёс поражение войску брегцев. В этой битве погиб король Бреги Коналл Лаэг Брег. Возможно, причиной сражения стали притязания Коналла на титул верховного короля Ирландии, ставший вакантным после смерти Аэда Уариднаха.

### Король Миде
Энгус мак Колмайн получил власть над Миде после гибели своего двоюродного брата, короля Фергуса мак Колмайна, убитого в 618 году. Резиденция королей Миде находилась вблизи холма Уснех, в связи с чем в некоторых средневековых источниках (например, в «Лейнстерской книге») правители этого королевства упоминаются как короли Уснеха. В трактате «Laud Synchronisms» Энгус наделён шестью годами правления, а в «Лейнстерской книге» — семью годами.
Предполагается, что будучи властителем Миде, Энгус мак Колмайн поддерживал союзнические отношения с верховным королём Ирландии Суибне Заикой. Одним из условий договора между двумя правителями могло быть обещание помощи, которую Суибне мог оказать королю Миде в его борьбе с королями Бреги из рода Сил Аэдо Слане. Возможно, союз Суибне и Энгуса предусматривал раздел верховной власти между этими правителями: первый распространял свои властные полномочия на земли Северных Уи Нейллов, второй — на владения Южных Уи Нейллов. Подтверждением подобного раздела является упоминание Энгуса мак Колмайна как «короля Уи Нейллов» (лат. rex Nepotum Néill, др.‑ирл. ríg h-Úa Neill). Вероятно, что этот титул мог быть раннесредневековым синонимом титула «верховный король Ирландии» или «король Тары». Также отмечается, что Энгус может быть тождественен своему тёзке, королю Тары «славному Энгусу» (лат. glorious Óengus), упоминаемому в ирландской саге «Видение Конна», написанной во времена Финснехты Пиролюбивого. В труде автора XI века Мариана Скота Энгус также назван среди верховных королей Ирландии. Предполагается, что после того как Суибне Заика в 615 году убил в сражении Маэл Кобо мак Аэдо, он не стал сразу же объявлять о своих притязаниях на титул верховного короля, а поддержал кандидатуру правителя Миде. Однако уже вскоре Энгус, вероятно, отказался от возможности стать верховным королём, позволив Суибне Заике беспрепятственно получить этот титул.
Энгус мак Колмайн был убит в 621 году. Его убийцей анналы называют некоего Домналла мак Мурхаду. О происхождении этого Домналла в трудах средневековых авторов ничего не сообщается. Возможно, убийца Энгуса был связан родственными узами с правителями Бреги из Сил Аэдо Слане. Преемником Энгуса мак Колмайна на престоле королевства Миде стал Коналл Гутбинн.

### Семья
Два сына Энгуса мак Колмайна, Маэл Умай и Колгу, погибли в 635 году в битве при Кул Каэлайне, сражаясь с королём Бреги Диармайтом мак Аэдо Слане во время междоусобия среди правителей Южных Уи Нейллов. Внук Энгуса, Фаэлху мак Маэл Умай, погиб в 662 году, сражаясь при Огамайне вместе с верховным королём Ирландии Блатмаком мак Аэдо Слане и правителем Наута Конайнгом Куйрре против Диармайта мак Аэдо Слане. Следующим после Энгуса королём Миде из Кланн Холмайн Бикк был его прапраправнук Фолламан мак Кон Конгалт, правивший в 760-х годах.